# Агиррегарай, Оскар
О́скар Агиррегара́й (исп. Óscar Osvaldo Aguirregaray Acosta; род. 25 октября 1959, Монтевидео) — уругвайский футболист, бывший защитник сборной Уругвая и таких клубов, как «Пеньяроль», «Насьональ», «Интернасьонал», «Палмейрас».

## Биография
Начал карьеру в «Насьонале» в 1980 году и провёл в этом клубе первые 6 лет карьеры, завоевав с ним два чемпионских титула. После этого перешёл в «Дефенсор» (клуб тогда ещё не объединился со «Спортингом»), где выиграл ещё один чемпионат страны.
Далее последовал бразильский этап карьеры, в ходе которого Агиррегарай выступал за два великих клуба — «Интернасьонал» и «Палмейрас».
После непродолжительного пребывания в «Дефенсор Спортинге», Агиррегарай перешёл в «Пеньяроль», где провёл последние 7 лет карьеры. Он выиграл с «Ауринегрос» ещё 5 чемпионатов Уругвая. Таким образом, Агиррегарай вошёл в историю обоих великих грандов уругвайского футбола.
В составе сборной Уругвая Оскар Агиррегарай стал двукратным победителем Кубка Америки.
По окончании карьеры игрока Оскар Агиррегарай начал тренерскую карьеру, в 2006 году возглавлял «Ривер Плейт» из Монтевидео. В 2010—2014 годах работал в тренерском штабе Серхио Маркаряна в сборной Перу, с которой в 2011 году Агиррегарай занял третье место на Кубке Америки. С 2015 года работает помощником Пабло Бенгоэчеа в «Пеньяроле».
Сын Оскара Матиас Агиррегарай, родившийся в Порту-Алегри в 1989 году, когда отец играл в «Интере», в настоящий момент выступает за «Пеньяроль» и сборную Уругвая.

## Достижения
- Чемпион Уругвая (8): 1980, 1983, 1987, 1994, 1995, 1996, 1997, 1999[3]
- Победитель Лигильи Уругвая (4): 1982, 1991, 1994, 1997
- Победитель Кубка Америки (2): 1987, 1995